# صالح محمد ریگستانی
صالح محمد ریگستانی (زاده: ۱۳۴۲ ولسوالی/شهرستان بازارک، ولایت/اُستان پنجشیر) سیاست‌مدار و نویسنده و نماینده مردم پنجشیر در دوره پانزدهم مجلس نمایندگان افغانستان است. او تاجیک تبار است.

## زندگی‌نامه
صالح محمد ریگستانی متولد ۱۳۴۲ از ولسوالی بازارک ولایت پنجشیرِ افغانستان است. او تحصیلات خود را در رشته علوم سیاسی در مقطع کارشناسی (لیسانس) از دانشگاه کابل به اتمام رسانده‌است.
ریگستانی در سال ۱۳۵۹ به نیروهای احمد شاه مسعود پیوست و وارد جبهه جنگ در برابر نیروهای شوروی و حکومت وقت شد، او در آن سال‌ها عضویت شورای نظار حزب جمعیت اسلامی را کسب کرد.
در اواخر دهه ۱۹۹۰ او وابسته نظامی دولت استاد ربانی در دوشنبه، تاجیکستان بود. بعد از سقوط طالبان، او به عنوان وابسته نظامی در مسکو، روسیه منصوب شد. او در انجا تا ۲۰۰۴ خدمت کرد.
در انتخابات مجلس افغانستان (۱۳۸۴)، او نماینده منتخب ولایت پنحشیر در ولسی جرگه شد و تا سقوط حکومت جمهوری افغانستان در ان خدمت کرد.
بعد از سقوط دولت توسط طالبان در سال ۱۴۰۰، او به پنجشیر رفت و زیر نظر احمد مسعود به جنگ علیه طالیان شروع کرد. فرمانده ریگستانی فعلا یکی از فرماندهان چریکی بلندپایه (مقاومت دوم) علیه طالبان است.

## آثار

### مسعود و آزادی
صالح محمد ریگستانی نویسنده کتاب (مسعود و آزادی) است که در آن به این پرسش که چرا مسعود با شوروی ها در سال ۱۳۶۱ صلح کرد پاسخ می دهد. او می گوید که آتش بس با مشوره علما و فرماندهان صورت گرفت؛ و مسعود از این فرصت استفاده کرده جبهات خود را در شمال گسترش داد و شورای نظار را به وجود آورد.

### مسعود و جهاد
این کتاب در مورد وقایع سال ۱۳۵۸ نوشته شده است.

### مسعود و مبارزه
ریگستانی این کتاب را در سال ۱۳۹۹ منتشر کرد. این کتاب در مورد شخصیت و مبارزات آمرصاحب مسعود است.

### شهدای پنجشیر
این کتاب در مورد نام و مشخصات شهدای دوره جهاد و مقاومت است. تلاش ریگستانی این بوده تا معلومات را از سربازان و فرماندهان جبهات جمع آوری کند.

## دیگر فعالیت‌ها
- رئیس بخش‌عملیاتی شورای نظار بین سال‌های ۱۳۵۶ تا ۱۳۷۵.[۱]
- آتشه نظامی در تاجیکستان بین سال‌های ۱۳۷۶ تا ۱۳۷۹.[۱]
- آتشه نظامی در روسیه بین سال‌های ۱۳۸۲ تا ۱۳۸۳.[۱]